# Fairchild PT-19
Fairchild PT-19 – jednopłatowiec amerykańskiej firmy Fairchild Aircraft używany do szkolenia pilotów w jednostkach USAAC, RAF i RCAF. Ogółem wyprodukowano 6397 maszyn.

## Historia
Wersja PT-19 była rozwojem Fairchild M-62 jako dalsza część programu rozwojowego tego typu maszyn. Był to jednopłat o stałym podwoziu, dwóch miejscach w otwartym kokpicie (pilot instruktor, uczeń). Kadłub składał się z metalowych rur spawanych ze sobą. Reszta samolotu była pokryta drewnianą sklejką oraz tkaniną. Niższe wbudowanie silnika w kadłub pozwoliło osiągnąć doskonałą widoczność z kabiny pilota.

### Fairchild PT-19
Pierwszy prototyp oblatano w maju 1939 roku, a 22 września 1939 roku samolot trafił do produkcji seryjnej. Pierwsza partia zamówienia opiewała na 275 egzemplarzy zasilanych przez 175 konny silnik Ranger L-440-1. Samolot otrzymał nazwę PT-19.

### Fairchild PT-19A
W 1941 roku rozpoczęto budowę 181 egzemplarzy PT-19A z silnikiem Ranger L-440-3 o mocy 200 KM. Kolejne 477  egzemplarzy zbudowała wytwórnia Areonca Aircraft Corporation i St Louis Aircraft Corporation.

### Fairchild PT-19B
PT-19B wybudowano w 917 egzemplarzach. W wyposażeniu zmieniło się tylko nowy przyrząd do kontroli urządzeń pokładowych.

### Fairchild PT-23S
Kolejną wersją był PT-23S do którego użyto silników gwiazdowych Continental R-670 o mocy 220 KM. Łączne tego typu wyprodukowano 869 egzemplarzy. Budową tych maszyn zajmowały się wytwórnie:
Stany Zjednoczone
- Fairchild
- Aeronca Aircraft Corporation
- St Louis Aircraft Corporation
- Howard Aircraft Corporation

Kanada
- Fleet Aircraft Corporation

Brazylia
- Fabrica do Galeao

### Fairchild PT-26
Była to ostateczna wersja samolotu z silnikiem Ranger L-440-7.

## Literatura
- Mondey David, American Aircraft of World War II, London 2006
- Taylor Michael J.H., Jane's Encyclopedia of Aviation Vol. 3, London 1989